# Bandiera della Grecia
La bandiera della Grecia è composta da nove strisce orizzontali bianche e blu di uguali dimensioni e da una croce bianca nel cantone in alto a sinistra.

## Descrizione ed uso
La bandiera è composta da nove strisce orizzontali di uguali dimensioni a colori alterni blu e bianco e di una sezione rettangolare blu con croce bianca in alto laterale. Nella legge greca N 851 del 1978 si fa riferimento alla bandiera della repubblica come formata dai colori bianco e blu. La prima striscia partendo dall'alto è color blu. Nell'angolo superiore sul lato dell'asta è presente un quadrato, color blu anch'esso, con una croce greca bianca al centro. La croce simboleggia la chiesa greco-ortodossa, rappresentante del Cristianesimo ortodosso (religione ufficiale della Grecia) e in particolare la riconoscenza del popolo greco verso di essa, per l'importante ruolo giocato nel mantenimento dell'identità nazionale durante i secoli della dominazione ottomana, quando la chiesa era, fondamentalmente, l'unico mezzo attraverso il quale imparare a scrivere e a leggere in greco, grazie alle cosiddette "scuole nascoste" (cryfà scholìa), vere e proprie scuole fuorilegge, in cui gli uomini di chiesa mettevano la loro istruzione al servizio della popolazione.
Le nove strisce orizzontali, secondo l'interpretazione più comune rappresentano le nove sillabe della frase "Libertà o morte" (Έλευθερία ἢ Θάνατος - E-lef-the-rì-a i Thà-na-tos). A questa interpretazione se ne aggiunge un'altra, secondo cui le nove strisce rappresentano le nove lettere della parola Έλευθερία (Libertà). Altri invece teorizzano che simboleggino le Nove Muse. Secondo una leggenda popolare entrambi i colori deriverebbero da quelli della Casa Reale, d'origine bavarese, regnante in Grecia fino al 1862, tale teoria è però priva di fondamento dal momento che la creazione della bandiera (che deriva probabilmente da vessilli precedenti) precede di sei anni l'istituzione della monarchia e l'insediamento sul trono del principe bavarese Ottone. Più probabile un riferimento all'azzurro del mare e del cielo e al bianco della schiuma delle onde, delle nuvole e la purezza dell'anima greca.
Non è da escludere un influsso proveniente dalla bandiera degli Stati Uniti d'America.
In lingua greca la bandiera assume la doppia denominazione di Galanoleki (blu-bianca) e Kyanoleki (ciano-bianca).

## Bandiere storiche

1828-1833 e 1975-1978 (bandiera di Stato a terra)
1833–1858 (bandiera di Stato)
1833-1858 (insegna navale)
1858-1862 (bandiera di Stato)
1858-1863 (insegna navale)
1863-1970 (Regno di Grecia)
1863-1924 e 1935-1970 (Versione di guerra dell'insegna navale del Regno di Grecia)
1970-1975 (sotto la dittatura dei colonnelli)